# Susan Blakely
Susan Blakely (Francoforte sul Meno, 6 settembre 1948) è un'attrice statunitense.

## Biografia

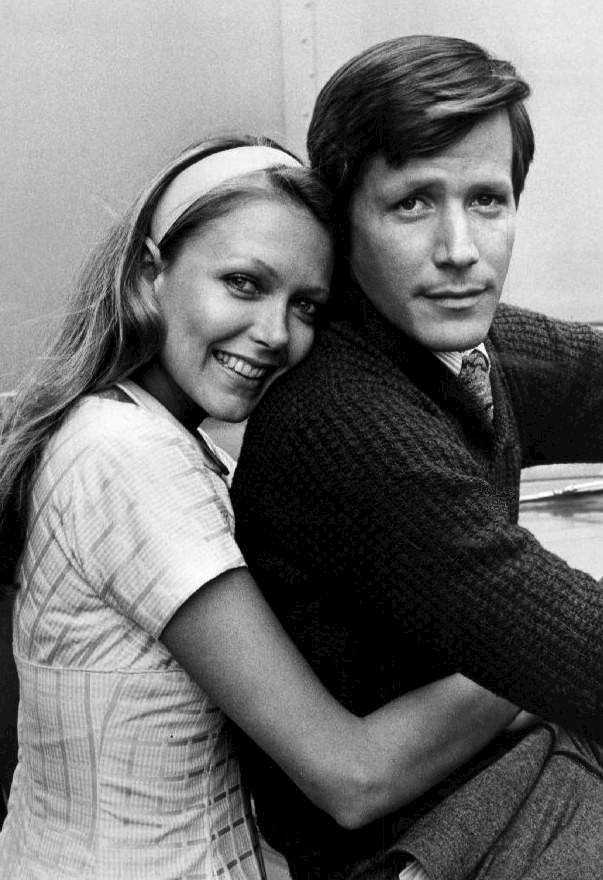
Susan Blakely e Peter Strauss nella miniserie televisiva Il ricco e il povero (1976)

Il suo primo ruolo di una certa rilevanza fu nel film L'inferno di cristallo (1974), con Paul Newman e Steve McQueen.
Partecipò anche a Happy Days - La banda dei fiori di pesco, alla miniserie televisiva Il ricco e il povero, nella parte di Julie Prescott grazie al quale ottenne un Golden Globe, e al film tv Bunker.
La si ricorda anche per l'interpretazione in Airport '80, ultima pellicola ufficiale della serie di film iniziata con Airport.

## Filmografia parziale

### Cinema
- Selvaggi (Savages), regia di James Ivory (1972)
- Come eravamo (The Way We Were), regia di Sydney Pollack (1973)
- L'inferno di cristallo (The Towering Inferno), regia di John Guillermin, Irwin Allen (1974)
- Happy Days - La banda dei fiori di pesco (The Lord's of Flatbush), regia di Martin Davidson e Stephen Verona (1974)
- Rapporto al capo della polizia (Report to the Commissioner), regia di Milton Katselas (1974)
- Quella sporca ultima notte (Capone), regia di Steve Carver (1975)
- Airport '80 (The Concorde ... Airport '79), regia di David Lowell Rich (1979)
- Grido d'amore (A Cry for Love), regia di Paul Wendkos (1980)
- Bunker (The Bunker), regia di George Schaefer (1981)
- Credere per vivere (Will There Really Be a Morning?), regia di Fielder Cook (1983)
- Il sopravvissuto (The Survivalist), regia di Sig Shore (1987)
- Over the Top, regia di Menahem Golan (1987)
- L.A. Gangs (Broken Angel), regia di Richard T. Heffron (1988)
- Un piccolo sogno (Dream  a Little Dream), regia di Marc Rocco (1989)
- La mia mamma è un lupo mannaro (My Mom's a Werewolf), regia di Michael Fischa (1989)
- Omicidio alle ore 7 (Murder Times Seven), regia di Jud Taylor (1990)
- Tutti i giorni è domenica (Tous les jours dimanche), regia di Jean-Charles Tacchella (1994)
- Rischio mortale (Chain of Command), regia di John Terlesky (2000)
- Beverly Hills Chihuahua 2, regia di Alex Zamm (2011)

### Televisione
- Il ricco e il povero (Rich Man, Poor Man), regia di Irwin Shaw – miniserie TV (1976)
- Annihilator, regia di Michael Chapman – film TV (1986)
- Orchidee e sangue (Blood and Orchids), regia di Jerry Thorpe – film TV (1986)
- Ai confini della realtà (The Twilight Zone) – serie TV, episodio 2x13 (1987)
- La signora in giallo (Murder, She Wrote) – serie TV, 4 episodi (1989-1994)
- Eroe per un giorno (The Incident), regia di Joseph Sargent – film TV (1990)
- Doppio ricatto (Blackmail), regia di Ruben Preuss – film TV (1991)
- Fiore selvaggio (Wildflower), regia di Diane Keaton – film TV (1991)
- Intruders - Rapimenti alieni (Intruders), regia di Dan Curtis – film TV (1992)
- Walker Texas Ranger - serie TV, episodio 2x19 (1994)
- Side Order of Life – serie TV, 3 episodi (2007)
- Due uomini e mezzo (Two and a Half Men) – serie TV, 2 episodi (2008)
- NCIS - Unità anticrimine (NCIS) – serie TV, episodio 15x03 (2017)
- This Is Us – serie TV, 2 episodi (2017-2018)

## Doppiatrici italiane
Nelle versioni in italiano delle opere in cui ha recitato, Susan Blakely è stata doppiata da:
- Simona Izzo in L'inferno di cristallo
- Livia Giampalmo in Airport '80
- Vittoria Febbi in Over the Top
- Francesca Fiorentini in L'inferno di cristallo (ridoppiaggio 2003)
- Anna Rita Pasanisi in Beverly Hills Chihuahua 2
- Germana Pasquero in Nip/Tuck